# Alexandru Benga
Alexandru Constantin Benga (ur. 15 czerwca 1989 w Braszowie) – rumuński piłkarz występujący na pozycji obrońcy w UT Arad.

## Kariera klubowa
Grę w piłkę nożną rozpoczął w klubie FC Brașov z rodzinnego miasta Braszów w środkowej Rumunii. Latem 2006 roku włączono go do składu pierwszej drużyny, występującej na poziomie Liga II. W sezonie 2006/07 zanotował 10 ligowych spotkań. Od rozpoczęcia sezonu 2007/08 wypożyczano go do innych drugoligowych klubów, kolejno: FC Săcele (2007–2008), Forexu Brașov (2008–2009) oraz Petrolulu Ploeszti (2009–2011). W sezonie 2010/11 awansował z Petrolulem do Liga I i otrzymał wyróżnienie dla najlepszego młodego zawodnika grupy II w Liga II. Przed sezonem 2011/12 Benga przeniósł się do zespołu mistrza Rumunii Oțelulu Gałacz, prowadzonego przez Dorinela Munteanu. 20 maja 2012 zadebiutował w Liga I w przegranym 0:1 meczu z FC Rapid Bukareszt. W edycji 2011/12 zaliczył 1 występ w fazie grupowej Ligi Mistrzów UEFA przeciwko SL Benfica (0:1) na Estádio da Luz. Łącznie dla Oțelulu rozegrał 20 ligowych spotkań i zdobył 1 gola. Latem 2013 roku powrócił do Petrolulu Ploeszti, podpisując trzyletni kontrakt. W barwach tego zespołu rozegrał w rumuńskiej ekstraklasie 15 meczów i strzelił 1 bramkę.
Na początku 2014 roku Benga przeniósł się do bułgarskiego klubu Botew Płowdiw. 2 marca 2014 zadebiutował w A PFG w wygranym 1:0 spotkaniu z Neftochimikiem Burgas. 5 miesięcy później wystąpił w kwalifikacjach Ligi Europy 2014/15, w których zdobył bramkę w wyjazdowym meczu przeciwko AC Libertas (2:0). Po odpadnięciu Botewa z europejskich pucharów zarząd klubu ogłosił, iż z powodu problemów finansowych najlepiej opłacani zawodnicy - w tym Benga - zmuszeni są szukać nowych pracodawców. Wkrótce po tym podpisał on roczną umowę z FK Qəbələ, gdzie funkcję szkoleniowca pełnił Dorinel Munteanu. W Premyer Liqa zanotował 8 występów, po czym po raz kolejny powrócił do Petrolulu Ploeszti, gdzie spędził jeden rok. W sezonie 2016/17 był graczem w Ermisu Aradipu, dla którego rozegrał 27 spotkań w cypryjskiej ekstraklasie. W czerwcu 2017 roku przeniósł się do Juventusu Bukareszt, gdzie zaliczył 16 gier na poziomie Liga I. Po 6 miesiącach jego umowa została rozwiązana.
W styczniu 2018 roku podpisał półroczny kontrakt z Sandecją Nowy Sącz, prowadzoną przez Kazimierza Moskala. 3 marca 2018 rozegrał pierwszy mecz w Ekstraklasie w zremisowanym 0:0 spotkaniu ze Śląskiem Wrocław. W rundzie wiosennej sezonu 2017/18 zaliczył łącznie 11 występów, nie zdobył żadnej bramki. Po zakończeniu rozgrywek Sandecja zajęła ostatnią lokatę w tabeli i spadła do I ligi. W lipcu 2018 roku Benga został piłkarzem Septemwri Sofia. W sezonie 2018/19, po przegranej w fazie relegacyjnej play-off, spadł z tym klubem do Wtorej Ligi. Latem 2019 roku został graczem beniaminka Liga I Chindii Târgoviște. W sezonie 2019/20 zagrał ze swoim zespołem w barażu o utrzymanie w rumuńskiej ekstraklasie, w dwumeczu pokonując CS Mioveni (2:0, 1:1). W sierpniu 2020 roku przeszedł do UT Arad, będącego również beniaminkiem Liga I.

## Kariera reprezentacyjna
W 2008 roku rozegrał 3 spotkania w reprezentacji Rumunii U-19.